# Brunoy
Brunoy ist eine französische Stadt mit 25.792 Einwohnern (Stand 1. Januar 2022) im Département Essonne in der Region Île-de-France in den Kantonen Épinay-sous-Sénart und Yerres und ist Sitz der Communauté d’agglomération Val d’Yerres Val de Seine. Die Einwohner nennen sich Brunoyens.

## Geografie
Brunoy liegt an der Yerres, sowie ihrem Zufluss Réveillon, etwa 20 Kilometer südöstlich des Stadtzentrums von Paris. Die Nachbargemeinden sind Yerres im Westen und Norden, Villecresnes im Nordosten, Mandres-les-Roses im Osten, Épinay-sous-Sénart im Südosten, Soisy-sur-Seine im Süden und Montgeron im Südwesten.

## Geschichte
Ab dem 5. Jahrhundert siedelten sich Franken in der Region an. Childebert I. erbte das Königreich von Paris beim Tode seines Vaters Chlodwig I. im Jahre 511. Im Testament von Dagobert I. aus dem Jahre 638 taucht zum ersten Mal der Name von Brunoy auf, und zwar auf Lateinisch Brennadum.
Anfang des 18. Jahrhunderts wurde das an den Ufern der Yerres liegende Feudalschloss umgebaut. Nach der Französischen Revolution wurde es abgebrochen. Mitte des 18. Jahrhunderts residierte in diesem Schloss eine extravagante Persönlichkeit: der Marquis (Markgraf) Armand-Louis Joseph Pâris de Montmartel (1748–1781). Er veranstaltete makabre Rituale. Beim Tode seines Vaters Jean Pâris de Monmartel kleidete er die Stadt ganz in schwarz: Diener, Schloss, Bäume, Brunnen und Pferde. Selbst Kühe und Hühner wurden schwarz bemalt. Sein seltsames Verhalten und seine Geldverschwendung führten zum Verfall – so musste er schließlich die Besitztümer verkaufen und endete 1781 im Freitod.
1815 verlieh Ludwig XVIII. den Titel Marquis von Brunoy an Arthur Wellesley, 1. Duke of Wellington. Zahlreiche wohlhabende Bürger wählten Brunoy als ihren Zweitwohnsitz. Das 19. Jahrhundert war die Epoche der Schlösser und schönen Anwesen. Der Maler Jean-Baptiste Corot malte in Brunoy mehrere Bilder.

## Bevölkerungsentwicklung
| 1962   | 1968   | 1975   | 1982   | 1990   | 1999   | 2007   | 2013   | 2020   |
| ------ | ------ | ------ | ------ | ------ | ------ | ------ | ------ | ------ |
| 14.848 | 16.031 | 22.727 | 23.899 | 24.468 | 23.642 | 25.981 | 26.066 | 25.344 |

## Sehenswürdigkeiten
Siehe auch: Liste der Monuments historiques in Brunoy
- Katholische Pfarrkirche Saint-Médard
- Obelisk
- Musée Robert Dubois-Corneau, kunst- und ortsgeschichtliches Museum

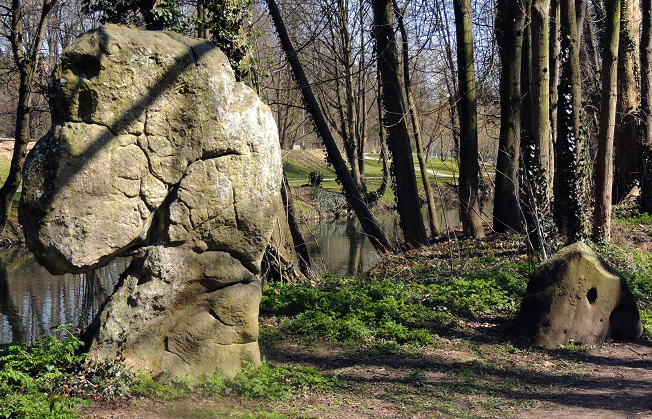
Alignement des Pierres Frittes – Lots Frau und Tochter
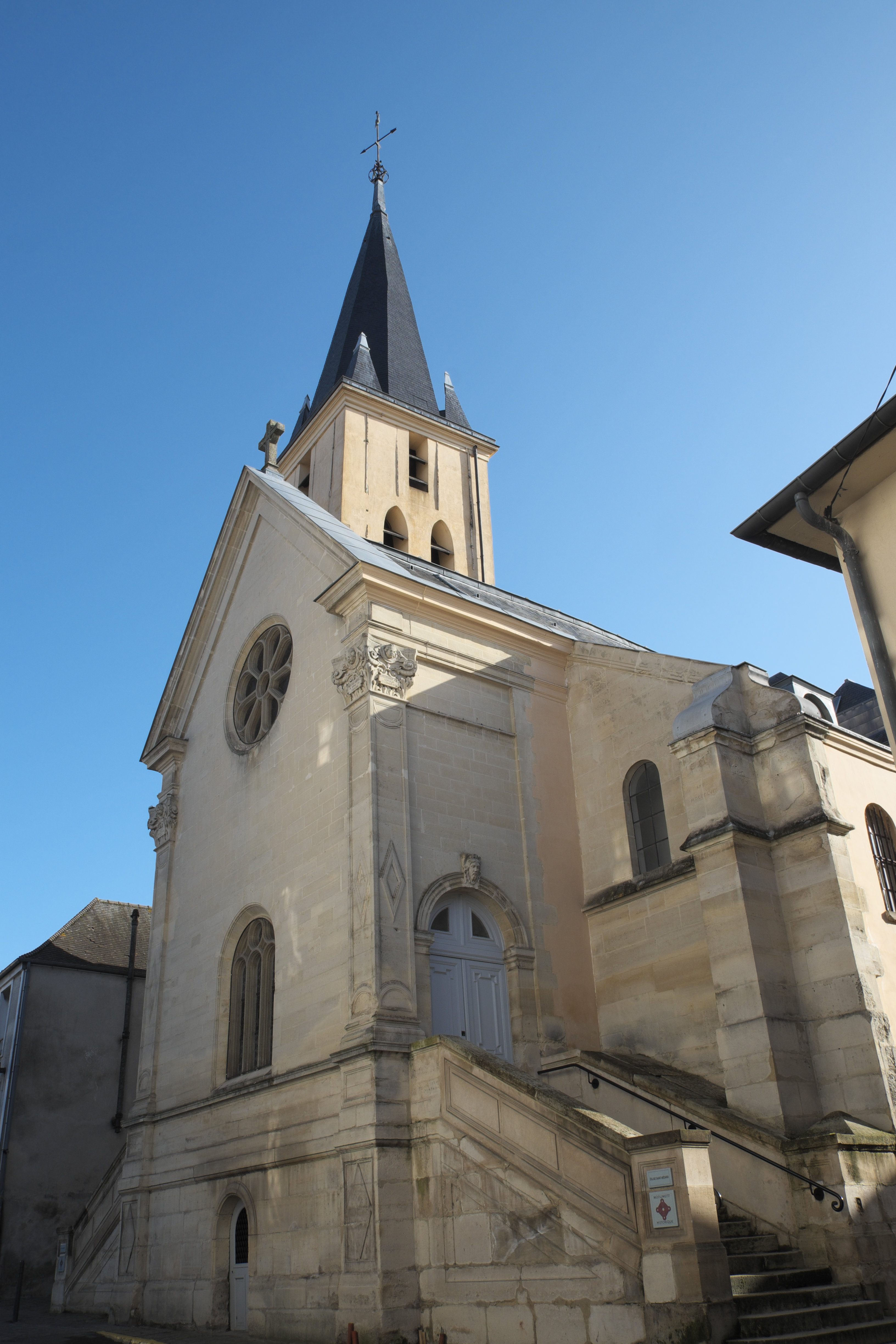
Kirche Saint-Médard
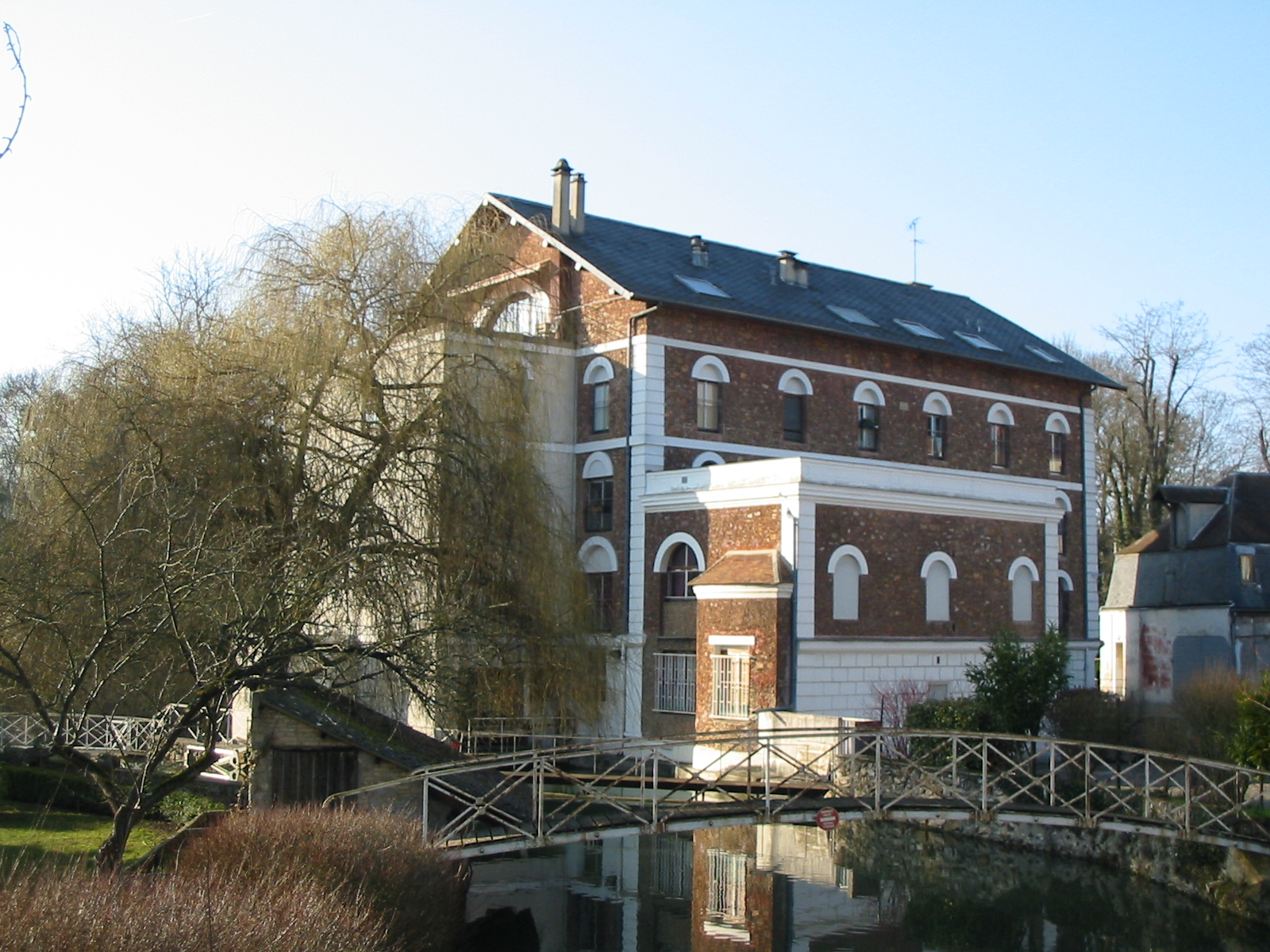
Mühle und Waschhaus
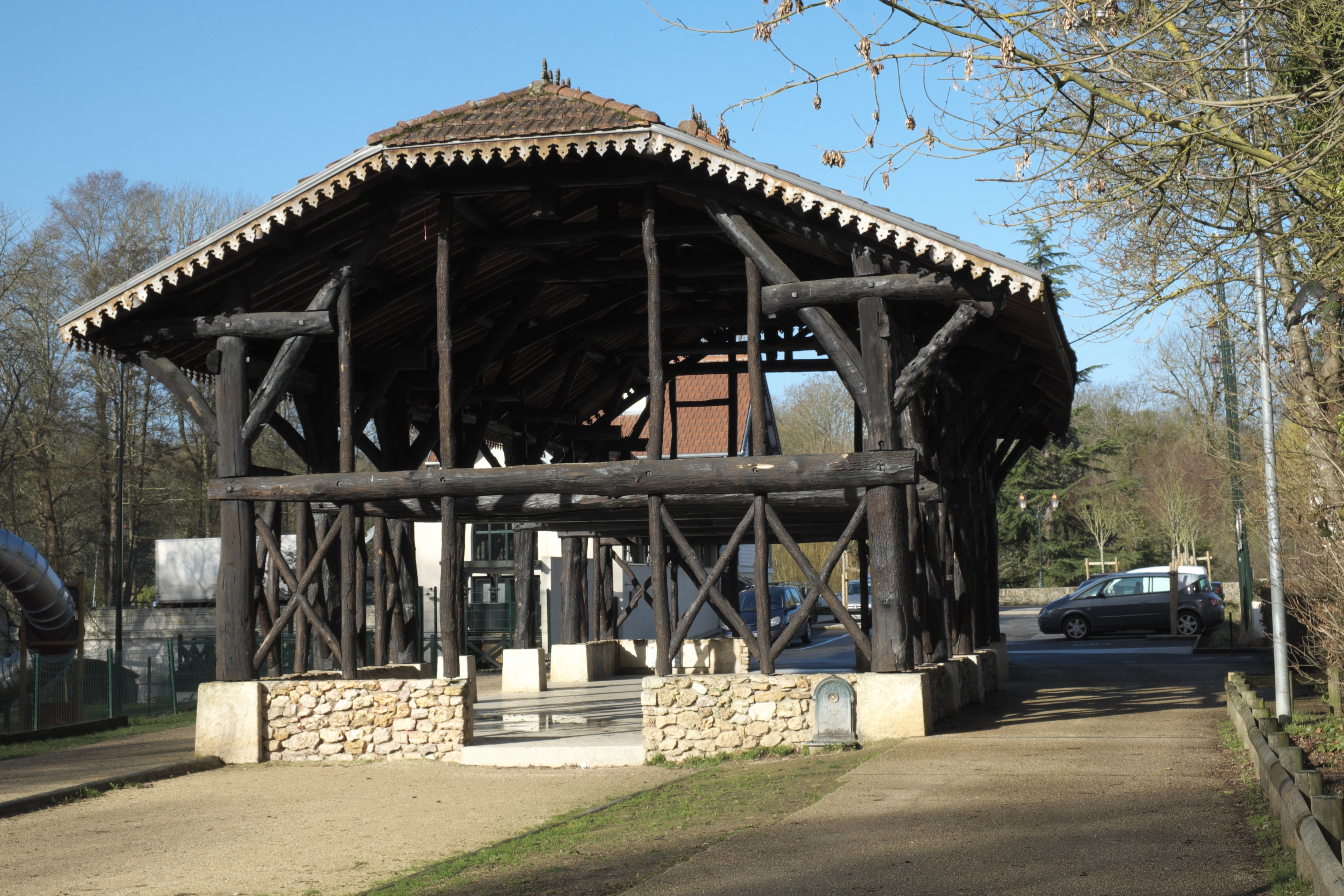
Scheuer
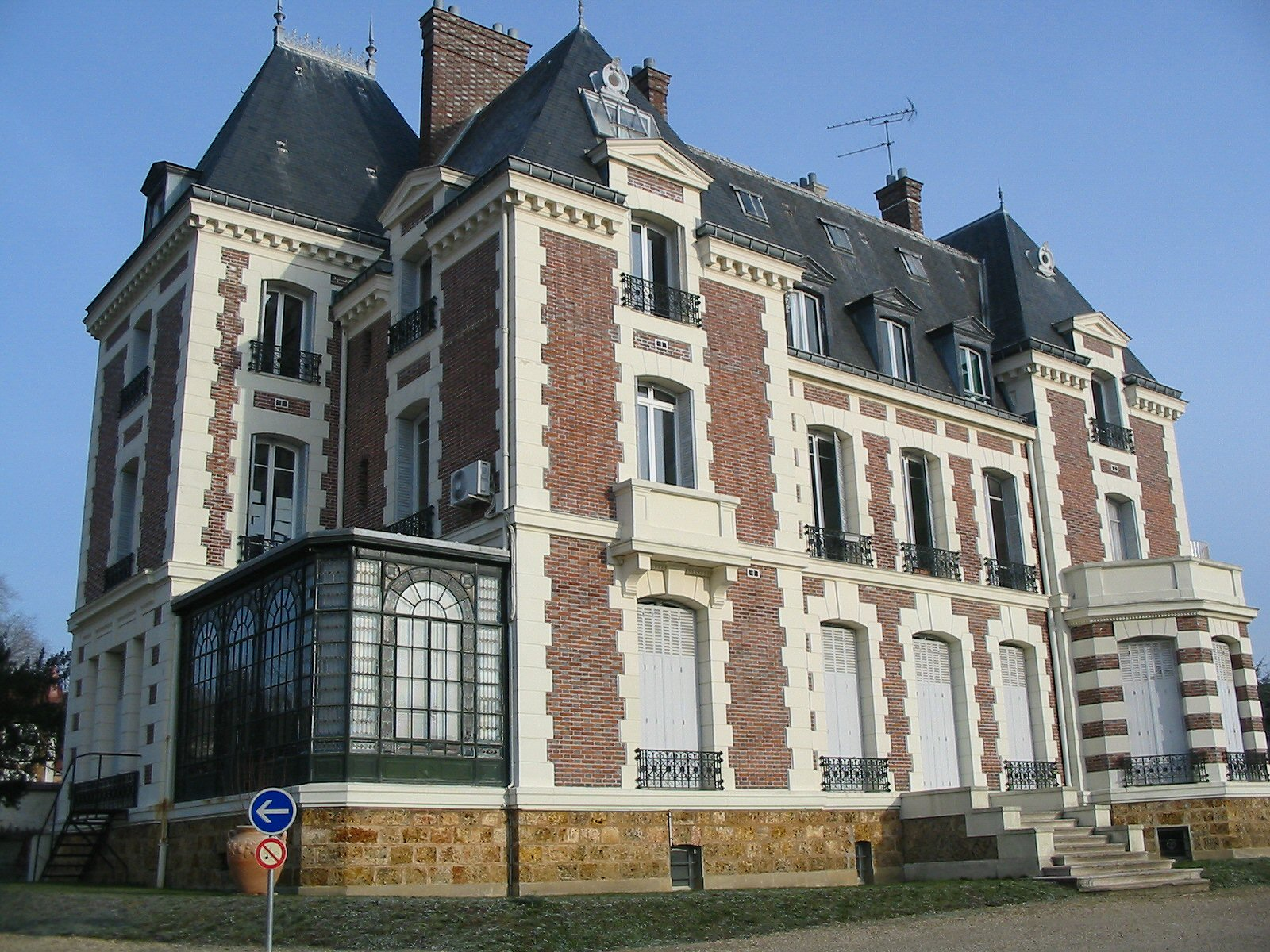
Gesundheitszentrum

## Städtepartnerschaften
- Wittlich, Deutschland, seit 1979
- Espinho, Portugal, seit 1986
- Reigate and Banstead, Vereinigtes Königreich, seit 1991

## Verkehr
Brunoy wird von der Eisenbahnlinie RER D bedient. Die Route nationale 6 tangiert die Stadt im Südwesten.